# Cristóbal Gabarrón
Pour les articles homonymes, voir Gabarrón.
Cristóbal Gabarrón, né le 25 avril 1945 à Mula (région de Murcie), est un peintre, sculpteur et lithographe espagnol.

## Biographie
Cristóbal Gabarrón Betegón naît le 25 avril 1945 à Mula. Quand il a six ans, sa famille déménage à Valladolid. 
À partir de 1986, il vit et travaille aux États-Unis et en Espagne.
En 1986, la Fédération mondiale des associations pour les Nations unies publie une reproduction d'une œuvre de Cristóbal Gabarron pour célébrer l'Année internationale de la paix. En 1990, il reçoit le prix national des beaux-arts. Un mur de 100 mètres de long représentant l'histoire des Jeux olympiques, conçu en 1991, pour les Jeux olympiques de 1992 à Barcelone, est inauguré. 
À partir de 1992, Cristóbal Gabarrón est à l'origine de la création progressive de trois fondations, à Valladolid, New York et en Murcie, dont le principal objectif est de rendre à la société ce qu'elle lui a donné par la mise en œuvre d'activités artistiques et culturelles, en créant une prise de conscience par le biais des arts. 
En 2005 il montre à New York sa passion colorée pour la figure humaine. Il est l'auteur de l'installation Univers de lumière, inaugurée à Central Park à New York en 2016, en hommage au 70e anniversaire des Nations unies.
Une de ses lithographies est mise en vente chez De Baecque.

## Expositions
- 2006 : Guy Peeters, Saint-Paul-de-Vence[7].